# Benedicta Boccoli
Benedicta Boccoli (sinh ngày 11 tháng 11 năm 1966) là diễn viên phim ảnh và nhà hát người Ý.

## Phim
- Gli angeli di Borsellino, đạo diễn Rocco Cesareo - 2003
- Valzer, đạo diễn Salvatore Maira - 2007
- Pietralata, đạo diễn Gianni Leacche - 2008